# Pirqé Avot
Pirqé Avot (en hebreu: מסכת פרקי אבות) (transliterat: Masechet Pirkei Avot) que es tradueix com a "Tractat dels pares", és una recopilació d'ensenyaments ètics o màximes dels rabins del període de la Mixnà. Pels seus continguts es coneix també com l'ètica dels pares. Els ensenyaments del Pirqé Avot apareixen en el tractat de la Mixnà dels Avot, el penúltim tractat pertanyent a l'ordre de Nezikín de la Mixnà i el Talmud de Babilònia. El Pirqé Avot és l'únic tractat que tracta només sobre principis ètics i morals, hi ha molt poc o cap esment de la llei religiosa (halacà).

## Traducció del títol
En el sentit Talmúdic, la paraula avot, que significa pares, es refereix a categories principals o fonamentals. Així, els principis fonamentals que prohibeixen el treball en el dia del Sabbat es diuen avot melacha. Perakim, o en la seva forma conjuntiva pirqé, vol dir capítols. Pel que fa a Pirqé Avot significa Capítols dels Principis Fonamentals.
El reconeixement de les màximes ètiques com a Principis Fonamentals pot derivar de l'alta consideració en la qual la Torà i el Talmud tenen a tal saviesa. "Estima al proïsme com a tu mateix" diu la Bíblia (Levític 19,18), un mandat que Akiva ben Iosef en el Gènesi Rabbah 24,7 considera un important principi de la Torà. A Shabbos 31ª, Hil·lel diu: "Allò que és dolent per a tu, no l'hi facis al teu amic: Això és tota la Torà, la resta és comentari, ves ara i aprèn-ho." L'atribució dels llibres de la saviesa bíblica al Rei Salomó mostra també la gran importància que els jueus d'aquest període conferien a la transmissió d'un mode de vida ètic.

## Estructura de l'obra
El tractat es compon de sis capítols. Comença amb una ordre de transmissió de la Tradició Oral: Moisès rep la Torà en el Mont Sinaí i després la transmet a través de diverses generacions fins que finalment arriba a la Gran Assemblea, és a dir, als Rabins (Avot 1,1). En ell es conserven les paraules atribuïdes a Simó el Just, en l'any 200 aC, fins a Yehudà ha-Nassí, en l'any 200 d.C., redactor de la Mixnà. Aquests capítols tracten sobre la recta conducta ètica i social, igual que la importància de l'estudi de la Torà.
Els dos primers capítols es desenvolupen en ordre cronològic, centrant-se el segon en els deixebles de Yochanan Ben Zakkai. Els capítols tres i quatre contenen diverses dites atribuïdes sense cap ordre aparent. El capítol cinc consisteix en un conjunt de dites anònimes estructurades en sèries numèriques, moltes d'elles sense cap connexió amb l'ètica. Els últims quatre paràgrafs d'aquest capítol tornen al format dels aforismes morals atribuïts a rabins concrets.
Per a l'ús litúrgic i en la major part de les edicions impreses del Avot, s'inclou un sisè capítol, Kinyan Torà, dedicat a l'Adquisició de la Torà. S'afegeix perquè el seu contingut i estil són similars al tractat original d'Avot, encara que se centri més en l'estudi de la Torà que en el comportament ètic, i perquè es pugui recitar durant el Sàbat, i quan se celebri el lliurament de la Torà.

## Principis ètics
El nombre de comentaris escrits en el Pirqé Avot demostra que conté molt més contingut i estructura de la qual pot ser resumida, però aquí es recullen alguns dels principis ètics generals que es troben en l'obra: 
- Mostra bondat als altres.
- Respecta l'altre.
- Respecta't a tu mateix.
- Respecte a Déu.
- Busca la pau.
- Sigues prudent.
- Sigues humil.
- Combina l'estudi de la Torà amb el treball.
- Ves amb compte amb el que dius.
- No busquis recompenses.
- No t'afanyis a jutjar a algú.
- Sé just i pren decisions en conseqüència.
- El temps d'actuar és ara.
- El càstig iguala al pecat.
- Busca un temperament constant.